# クリスタル・キャッスルズ

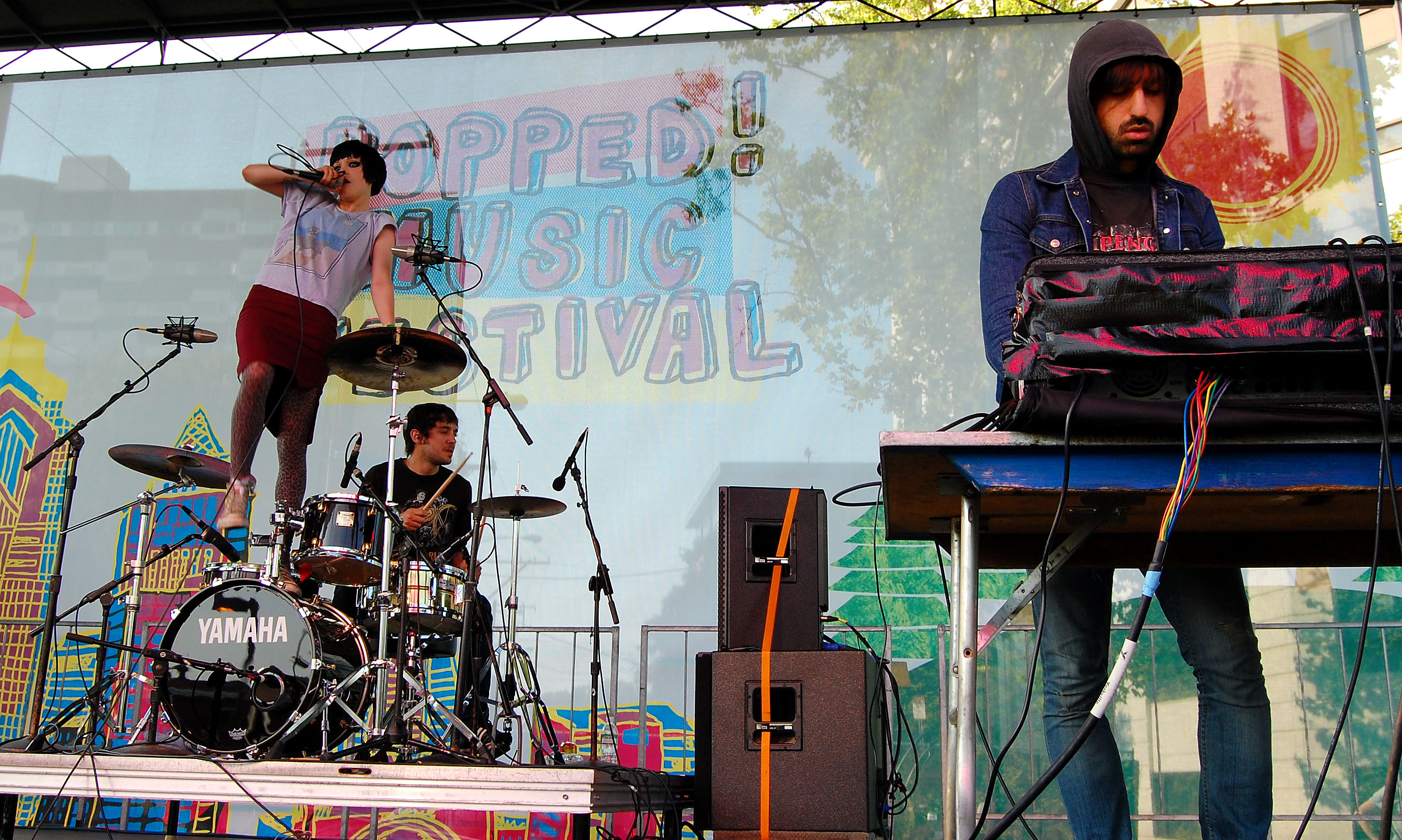
クリスタル・キャッスルズ（2008年）

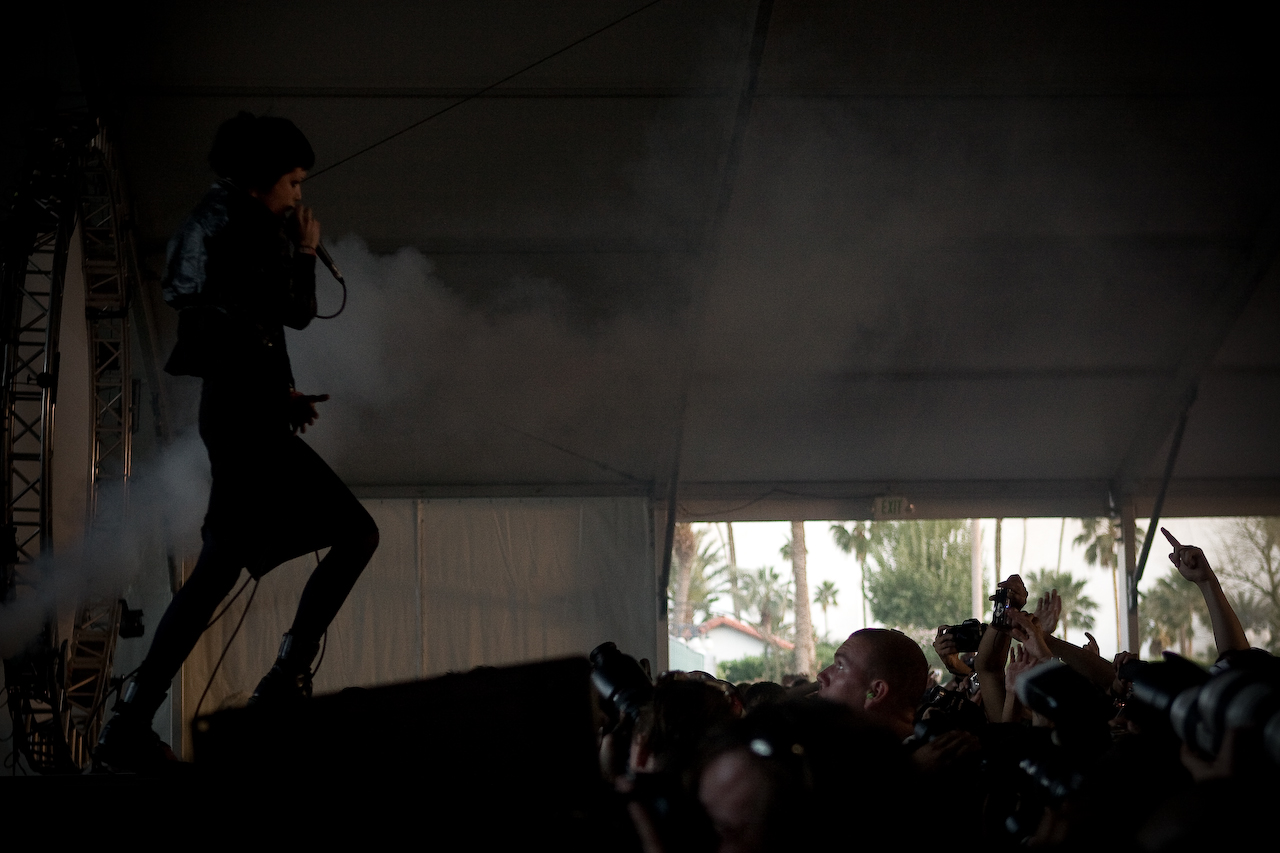
クリスタル・キャッスルズ（2009年）

クリスタル・キャッスルズ（Crystal Castles）は、カナダのエレクトロ・デュオ。

## 略歴
2006年に音楽プロデューサーのイーサン・キャス（Ethan Kath）とボーカリストのアリス・グラス（Alice Glass）によって結成された。
2006年から2007年の間に数枚の限定シングルを制作し、2008年にはファースト・アルバム『クリスタル・キャッスルズ』を発表した。
2010年にセカンド・アルバム『クリスタル・キャッスルズ』 (II)を、2012年にサード・アルバム『(3)』を発表。
2014年、アリスが脱退を発表。
2015年4月、以前から交遊のあったエディス・フランシスをボーカリストに迎えて新曲「Frail」をリリース。
2016年8月にエディス・フランシスを迎えて初のアルバム『アムネスティ(1)』をリリースした。

## メンバー
- イーサン・キャス (Ethan Kath) - シンセサイザー、作詞作曲担当 (2003年-)
- エディス・フランシス (Edith Frances) - ボーカル (2015年-)
- クリストファー・チャートランド (Christopher Chartrand) - ドラマー

### 旧メンバー
- アリス・グラス (Alice Glass) - ボーカル (2006年-2014年)

## ディスコグラフィ

### スタジオ・アルバム
- 『クリスタル・キャッスルズ』 - Crystal Castles (2008年、Lies/Last Gang)
- 『クリスタル・キャッスルズ』 - Crystal Castles (II) (2010年、Fiction/Lies/Last Gang)
- 『(3)』 - (III) (2012年、Fiction/Polydor)
- 『アムネスティ(1)』 - Amnesty (I) (2016年、Fiction/Casablanca)

### EP
- Alice Practice (2006年、Merok)
- Doe Deer (2010年、Fiction)